# Skúlafell
Skúlafell är en kulle i republiken Island. Den ligger i regionen Västlandet, 50 km nordost om huvudstaden Reykjavík. Toppen på Skúlafell är 465 meter över havet.
Trakten runt Skúlafell är nära nog obefolkad, med mindre än två invånare per kvadratkilometer. Det finns inga samhällen i närheten. Trakten runt Skúlafell består i huvudsak av gräsmarker.